# Marjana Lipovsek
Marjana Lipovsek (3 de diciembre de 1946) es una contralto y mezzosoprano nacida en Liubliana, Eslovenia.
Hija del compositor Marijan Lipovsek, es una de las más notables intérpretes de su cuerda, una cantante con grandes condiciones histriónicas que se ha destacado en roles de carácter. Estudió en Graz, Austria incorporándose a los elencos de la Ópera Estatal de Viena y las óperas de Hamburgo y Múnich.
Se destaca en los principales roles del registro, Dorabella en Cosí fan tutte de Mozart, Marie en Wozzeck de Alban Berg, Marina en Borís Godunov de Mussorsky, Ulrica en Un ballo in maschera, Azucena en Il trovatore, Amneris en Aida, Mrs. Quickly en Falstaff de Verdi, Dalila de Saint-Saens y Carmen (ambas en el Festival de Bregenz), la Esfinge en Edipo de Enescu y Oktavian de El caballero de la rosa de Richard Strauss.
Su mayores triunfos son dentro del repertorio Wagner-Strauss, especialmente como Brangania en Tristán e Isolda, Fricka en Die Walküre, Waltraute en Götterdämmerung, Gaea en Daphne, Klytamnestra en Elektra y por sobre todo, La Nodriza de Die Frau ohne Schatten (La mujer sin sombra), donde se considera que ha dado la versión definitiva del papel.
Notable recitalista, en oratorios de Bach y ciclos Schumann, Schubert, Brahms y Mahler es requerida por los más eminentes directores de orquesta.
En 1993 fue nombrada Kammersängerin (cantante de la corte) en Múnich y en 1996 en Viena.

## Discografía selecta
- Bach, St.Matthaus Passion, Schreier

- Bach, St.Johannes, Harnoncourt

- Bach, Oratorio de Navidad, Harnoncourt

- Beethoven, Misa Solemnis, Harnoncourt

- Beethoven, Sinfonía N.º 9, Sawalisch

- Brahms, Rapsodia para contralto, Abbado

- Enescu, Edipo, Foster

- Enescu, Edipo, Gielen

- Gluck, Orfeo y Euridice, Hager

- Händel, Messiah, Harnoncourt

- Humperdinck, Hänsel und Gretel, Tate

- Mahler, Das Lied von der Erde, Bertini

- Mahler, Sinfonía N.º 3, Mehta

- Mahler, Sinfonía N.º 8, Maazel

- Martin, der Kornet, Zagrosek

- Puccini, Suor Angelica, Patané

- Schoeck, Penthesilea, Albrecht

- Stravinsky, Edipo Rey, Welser-Most

- R.Strauss, Die Frau ohne Schatten, Sawallisch (DVD)

- R.Strauss, Die Frau ohne Schatten, Solti (DVD)

- R.Strauss, Elektra, Sawallisch

- R.Strauss, Elektra, von Dohnanyi (DVD)

- Mussorsky, Khovantschina, Abbado

- Mussorsky, Borís Godunov, Abbado

- Schumann, Liederkreis, Frauenliebe und Leben, Johnson

- Schumann, Genoveva, Harnoncourt

- Schubert, Lieder, Johnson

- Verdi, Falstaff, Solti

- Wagner-Henze, Wesendonck Lieder, Sawallisch

- Wagner, Tristan e Isolda, Barenboim

- Wagner, Tristan e Isolda, Mehta (DVD)

- Wagner, Die Walküre, Sawallisch

- Wagner, Die Walküre, Muti (DVD)

- Wagner, Das Rheingold, Haitink

- Wagner, Götterdämmerung, Haitink